# Прароло (Ђенова)
Прароло је насеље у Италији у округу Ђенова, региону Лигурија.
Према процени из 2011. у насељу је живело 61 становника. Насеље се налази на надморској висини од 289 м.